# Lobochaetotarsus dampfi
Lobochaetotarsus dampfi är en mångfotingart som beskrevs av Karl Wilhelm Verhoeff 1934. Lobochaetotarsus dampfi ingår i släktet Lobochaetotarsus och familjen stenkrypare. Inga underarter finns listade i Catalogue of Life.